# Mercedes 35 PS

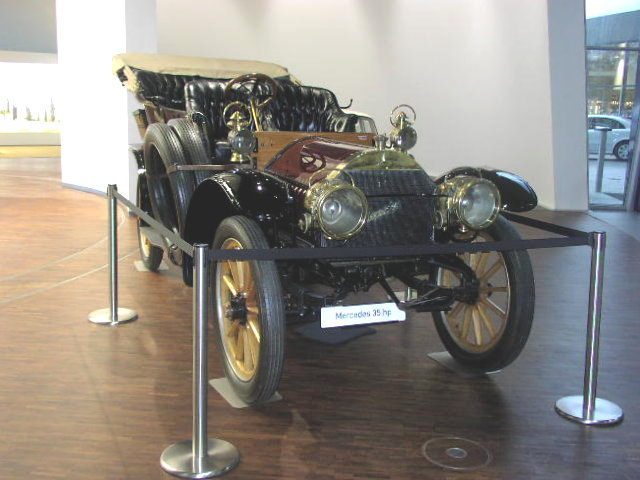
Mercedes 35 PS (1901) im Foyer des Mercedes-Benz Museums

Der Mercedes 35 PS war ein Sportwagen, den die Daimler-Motoren-Gesellschaft entwickelte, nachdem Emil Jellinek am 2. April 1900 als Folge des tödlichen Unfalls des Rennfahrers Wilhelm Bauer einen neuen Wagentyp als Nachfolger des Daimler Phönix gleich in Dutzenden Exemplaren bestellt hatte. Am 22. Dezember wurde das Modell an Jellinek ausgeliefert.
Jellinek war ein wichtiger Mann: Der rennsportbegeisterte Autohändler und Konsul residierte in Monaco und unterhielt allerbeste Kontakte zur Hautevolee Europas an der Côte d’Azur. Er vertrieb Daimler-Wagen in Frankreich, Italien und der Schweiz. Er verlangte, dass die nach seinen Anforderungen und Rennsporterfahrungen in Sammelbestellung gebauten Wagen am Kühler den spanischen Namen „Mercedes“ („die Gnadenreiche“) trugen, nach seiner abgöttisch geliebten Tochter Mercédès Jellinek. Sie hatte ihm auch die Idee zu seinem Pseudonym geliefert, mit dem er seine Rennen bestritt: „Monsieur Mercedes“.
Im März 1901 und im August 1901 folgten dem Mercedes 35 PS zwei kleinere Schwestermodelle, um die erste Mercedes-Baureihe zu vervollständigen: der Mercedes 12/16 PS und der Mercedes 8/11 PS.

## Details des Mercedes 35 PS
Wilhelm Maybach entwickelte zunächst den neuen Motor für den ihm in groben Zügen vorschwebenden „Mercedes“-Wagen. Das horizontal geteilte Kurbelgehäuse des Vierzylinder-Reihenmotors bestand zum ersten Mal bei Daimler aus Aluminium. Für die Hauptlager wurde Magnalium verwendet, eine Aluminiumlegierung mit einem Anteil von fünf Prozent Magnesium. Die paarweise gefertigten Zylinder aus Grauguss erhielten angegossene Köpfe anstelle der abnehmbaren des „Phönix“-Wagens. Mit einer Bohrung von 116 mm und einem Hub von 140 mm ergab sich ein Hubraum von 5913 cm³, gut 400 cm³ mehr als beim „Phönix“-Wagen.
Die bis dahin als Schnüffelventile ausgebildeten Einlassventile – sie öffnen durch Unterdruck beim Ansaugen – wurden nunmehr wie die Auslassventile von einer Nockenwelle gesteuert. Der Antrieb der ungekapselten Nockenwellen links und rechts des Kurbelgehäuses geschah durch einen offenen Zahnradantrieb an der Schwungscheibenseite.
Die Auslassnockenwelle trieb über einen in ihrer Mitte angeordneten Zahnradsatz den Niederspannungs-Zündmagneten und eine die Kühleffizienz steigernde Wasserpumpe an, ein weiterer Radsatz am vorderen Ende den kleinen Ventilator hinter dem Kühler. Pro Zylinderpaar gab es, auch das war neu, je einen Vergaser. Das abgegebene Drehmoment steuerte man über einen Hebel am Lenkrad. Die Leerlaufdrehzahl lag bei 300/min, maximal zulässig waren 1000/min. 
Alle Verbesserungen erbrachten im Endeffekt sehr viel mehr Laufruhe, einen stabileren Leerlauf und gutes Beschleunigungsverhalten – eine neue Qualität der Motorcharakteristik, die seinerzeit kaum für möglich gehalten wurde. Zudem verringerte sich das Motorgewicht um 90 kg auf rund 230 kg.
Den Motor baute Maybach nicht mehr mit einem Hilfsrahmen im Chassis ein, wie bis dahin allgemein üblich, sondern er verengte das vordere Rahmenteil ab Pedalhöhe derart, dass der Motor direkt auf den erstmals bei der DMG aus Stahlblech gepressten – und nicht mehr gefalzten – Längsträgern verschraubt werden konnte. Mit beiden Maßnahmen sparte er nicht nur Gewicht, sondern erreichte auch den angestrebten tieferen Schwerpunkt.
Völlig neu konstruiert war die sehr klein zu bauende und automatisch nachregelnde Federbandkupplung, eine aus Federstahl gewickelte Schraubenfeder, die mithilfe einer kleinen Trommel auf die Getriebewelle aufgesteckt und innerhalb des Schwungrades befestigt war. Spätere Weiterentwicklungen des Wagens profitierten von dieser Bauweise. Ein konischer Nocken regulierte die Federspannung beim Auskuppeln.
Die vier Vorwärtsgänge und der Rückwärtsgang wurden mit einem einzigen in einer Schaltkulisse geführten Hebel eingelegt. Das Getriebe war mit dem Differential verblockt, über Antriebswellen und offene Ketten wurden die Hinterräder angetrieben. Die Lenkung mit einem Schnecken-Lenkgetriebe war verbessert und noch weiter hinten und verhältnismäßig stark geneigt eingebaut. Die Lenkachsen wanderten weit nach außen an die Radnaben, wodurch Fahrbahnstöße auf die Lenkung merklich gemildert wurden.
Ein im Vergleich zum „Phönix“-Wagen deutlich längerer Radstand von 2245 Millimetern und die auf 1400 Millimeter verbreiterte Spur führten zu einem entschieden stabileren Fahrverhalten des neuen Wagens. Auch wurden an beiden Achsen nahezu gleich große Räder verwendet, allerdings noch in Artilleriebauweise mit zwölf Holzspeichen. Die beiden Achsen waren starr und an halbelliptischen Blattfedern aufgehängt.
Der stärkeren Motorleistung entsprachen auch die Bremsen. Der Mercedes erhielt 30 Zentimeter große Trommelbremsen an den Hinterrädern, die über einen Handhebel und ein Gestänge betätigt wurden. Die Fußbremse wirkte auf die Antriebswelle. 
Eine der bis heute in der Grundsubstanz unveränderten Erfindungen an diesem ersten „Mercedes“ ist der Wabenkühler. Üblich waren Rohrschlangenkühler, die einen groß dimensionierten und damit schweren Kühlkreislauf mit hohem Wasserinhalt bedingten. Maybach war der Lösung des Kühlungsproblems bereits 1897 mit dem „Röhrchenkühler“ einen großen Schritt näher gekommen. Dieser bestand aus vielen kleinen Röhrchen, die vom Kühlwasser umspült und vom Fahrtwind durchströmt wurden. Der größere Luftstrom gestattete eine deutliche Verringerung des Wasservorrats, der aber immer noch 18 Liter betrug. Mit dem erstmals beim „Mercedes“ verwirklichten Wabenkühler gelang Maybach der entscheidende Durchbruch. Er ließ aus quadratischen, sechs mal sechs Millimeter messenden Röhrchen – es waren 8070 Stück – einen völlig neuartigen, rechteckigen Kühler zusammenlöten. Der größere Durchtrittsquerschnitt der Vierkantrohre und die kleineren Spalte zwischen den Rohren ermöglichten eine erheblich gesteigerte Kühlwirkung; der Wasserbedarf sank um die Hälfte auf neun Liter. Ein kleiner Ventilator hinter dem Kühler verbesserte die Kühlleistung bei langsamer Fahrt. Der Wabenkühler wurde auch von anderen Herstellern bis weit nach dem Ersten Weltkrieg verwendet.
Der zweisitzige Wagen konnte nach einem Rennen durch ein in wenigen Minuten aufsetzbares hinteres Karosserieteil als eleganter Viersitzer genutzt werden.
Nachfolger des Mercedes 35 PS war 1902 der Mercedes-Simplex.

## Technische Details
|                          | Mercedes 35 PS                                         | Mercedes 12/16 PS                                      | Mercedes 8/11 PS                                       |
| ------------------------ | ------------------------------------------------------ | ------------------------------------------------------ | ------------------------------------------------------ |
| Baujahre                 | Nov. 1900 – 1902                                       | März 1901 – 1902                                       | Aug. 1901 – 1902                                       |
| Motor                    | Ottomotor (Viertakt)                                   | Ottomotor (Viertakt)                                   | Ottomotor (Viertakt)                                   |
| Motorbauart              | Reihenmotor (paarweise zusammengegossene Sackzylinder) | Reihenmotor (paarweise zusammengegossene Sackzylinder) | Reihenmotor (paarweise zusammengegossene Sackzylinder) |
| Hubraum                  | 5913 cm³                                               | 2860 cm³                                               | 1760 cm³                                               |
| Zylinder                 | 4                                                      | 4                                                      | 4                                                      |
| Leistung                 | 35 PS (26 kW) bei 950/min                              | 12 PS                                                  | 8 PS                                                   |
| Antrieb                  | Hinterradantrieb                                       | Hinterradantrieb                                       | Hinterradantrieb                                       |
| Kraftübertragung         | Ketten                                                 | Ketten                                                 | Ketten                                                 |
| Radstand                 | 2245 mm                                                |                                                        | 2325 mm                                                |
| Spurweite (vorne/hinten) | 1400 mm / 1400 mm                                      | 1400 mm / 1400 mm                                      | 1400 mm / 1400 mm                                      |
| Maße L × B × H           |                                                        |                                                        |                                                        |
| Leergewicht              | 1200 kg                                                |                                                        |                                                        |